# Cercospora celosiae
Cercospora celosiae är en svampart som beskrevs av Syd. 1929. Cercospora celosiae ingår i släktet Cercospora och familjen Mycosphaerellaceae.   Inga underarter finns listade i Catalogue of Life.